# Шатьєндранат Бозе
Шатьєндрана́т Бозе́ (Satyendra Nath Bose; 1 січня 1892 — 4 лютого 1974) — індійський фізик, один з творців квантової статистики систем частинок із цілим спіном, професор університету в Калькутті.
Розглядаючи випромінювання як ідеальний газ фотонів, вперше аналітично вивів закон випромінювання Планка, висунувши гіпотезу, згідно з якою перестановка фотонів однакової енергії та поляризації у фазовому просторі системи не змінює стану системи.

## Історія відкриття
Відкриття принципу нерозрізнюваності частинок почалося з помилки, яку Бозе зробив, читаючи лекцію студентам. Він помилково сказав, що для системи двох частинок, кожна з яких може перебувати в двох можливих станах, існує три можливі комбінації, а саме: 
1. обидві частинки в першому стані (умовно назвемо його нижнім, {\displaystyle \downarrow \downarrow });
2. обидві частинки у другому (верхньому) стані ({\displaystyle \uparrow \uparrow }) ;
3. одна частинка у верхньому стані, а друга — у нижньому.

Будь-який математик одразу ж помітив би помилку, бо останній стан формально складається з двох: 
- перша частинка в нижньому стані, друга — у верхньому ({\displaystyle \downarrow \uparrow })
- навпаки: перша частинка у верхньому стані, друга — у нижньому ({\displaystyle \uparrow \downarrow }).

Однак попри цю помилку, Бозе отримав правильний результат розрахунків. Потім він помітив помилку й замислився над питанням: чому результат вийшов правильним? Врешті-решт він дійшов висновку, що частинки неможливо розрізнити, і що насправді існують три комбінації, які графічно позначають формулами
- {\displaystyle |\uparrow \uparrow \rangle },
- {\displaystyle |\downarrow \downarrow \rangle },
- {\displaystyle |\uparrow \downarrow +\downarrow \uparrow \rangle }.

Усі ці комбінації характеризуються симетрією щодо перестановки частинок.
Оскільки його статтю не приймали в наукових журналах, Бозе написав Ейнштейну, який зумів оцінити ідею, і вони разом доопрацювали теорію.

## Твори
- Plancks Gesetz und Lichtquantenhypothese. «Zeitschrift fur Physik», 1924, Bd. 26.;
- Warmegleich-gewicht im Strahlungsfeld bei Anwesenheit von Ma-terie. «Zeitschrift fur Physik», 1924, Bd. 27.